# 日本の特許制度
日本の特許制度（にほんのとっきょせいど）は、専売特許条例が施行された1885年（明治18年）7月1日から始まった。ただし、それ以前の1871年（明治4年）に専売略規則が公布されたが、施行されることなく翌年に廃止されている。2023年現在、日本での特許制度は、1959年（昭和34年）4月13日に公布された特許法を中心として整備されている。以下、条文番号は特に説明しない限り、日本の特許法の条文で説明する。

## 保護対象
日本の特許制度で、保護の対象になるのは、2条1項で定義される「発明」である（1条）。すなわち、「発明」とは、「自然法則を利用した技術的思想の創作のうち高度のもの」をいう（2条1項）。以下この項目では、この定義に基づいて解説する。

### 自然法則の利用
「自然法則」とは自然界において経験的に見出される法則をいう。以下のものは自然法則を利用したものとはいえない。
- エネルギー保存の法則、万有引力の法則などの自然法則自体
- 永久機関など自然法則に反するもの
- 経済法則など自然法則以外の法則、ゲームのルールそれ自体など人為的な取決め、数学上の公式、人間の精神活動又はこれらのみを利用しているものといった、自然法則を利用していないもの

ただし、いわゆるビジネス方法関連発明といわれる発明については、コンピュータソフトウエアを利用するものであって、ソフトウエアによる情報処理が、ハードウェア資源を用いて具体的に実現されている場合は、保護の対象となる可能性がある。

### 技術的思想
「技術は一定の目的を達成するための具体的手段であって実際に利用できるもので、技能とは異なって他人に伝達できる客観性を持つものである」と判示されている（最高裁判所昭和52年10月13日第1小法廷判決・判例タイムズ335号265頁）。
ここで技術的思想でないものとして以下が挙げられる。
- フォークボールの投球方法などの技能
- 機械の操作方法又は化学物質の使用方法についてのマニュアルなどの情報の単なる提示
- 絵画、彫刻などの単なる美的創造物

### 創作
「発明」は創作であるので、例えば新種の鉱物や生物を発見しても、その発見に対し特許を取得することはできない。ただし、鉱物や生物を精製して取り出される物質は特許されうる。また、既知の物質であっても、新規な性質を発見しこの性質をもっぱら利用するようなものは「用途発明」として認められる。例えば、すでに知られているDDT自身に対してもう特許は取れないが、（それまでに使用用途として発見されていなければ）「DDTを用いた殺虫方法」に対して特許を取る事は可能である。「発明」と「発見」の境界は、突き詰めて考えると曖昧であると指摘する研究者もいる。

### 高度のもの
「高度のもの」という部分は、実用新案法における「考案」の定義と区別するためのもので、実質的な意味はないと解される。
高度性と進歩性とを結びつけて考える説もあるが、どちらの立場をとっても実務上の影響はない。

### 発明のカテゴリ
特許法上、発明には３つのカテゴリがあり、カテゴリが不明確であることは明確性違反として拒絶理由となる。
- 物の発明（プログラム等を含む）
- 方法の発明（いわゆる単純方法）
- 物を生産する方法の発明

## 出願書類
特許権の付与を請求するためには、意思表示たる特許出願（36条）という要式行為をする必要がある。特許を受けようとする者は次の事項を特許庁に提出する必要がある。特許出願は書面主義を採用しており、発明品の現物を提出したり、口頭で出願したりする事はできない中山3版(p175)。なお、特許を受ける権利が共有に係るときは、各共有者は、他の共有者と共同でなければ、特許出願をすることができない（38条）。また、特許出願を放棄し、又は取り下げるには、仮専用実施権者（もしいれば）の承諾を得る必要がある（38条の5）。
- 願書
  - 特許出願人の氏名又は名称及び住所又は居所
  - 発明者の氏名及び住所又は居所
- 明細書
- 特許請求の範囲
- 要約書
- 図面（任意）
- 外国語書面（外国語書面出願する場合）
- 外国語要約書（外国語書面出願する場合）

### 外国語書面出願
明細書、特許請求の範囲、及び図面に含まれる説明を日本語で記載したものの代わりに経済産業省令で定める外国語で記載したもの（外国語書面）と、要約書の代わりにそれを外国語で記載した書面（外国語要約書面）を願書に添付して出願する事もできる（36条の2第1項)｡これを外国語書面出願という（同条2項）。
外国語書面出願の出願人は、その出願日から原則１年4月以内に外国語書面及び外国語要約書面の日本語による翻訳文を、特許庁長官に提出しなければならない（36条の2第2項）。この翻訳文は、それぞれ明細書等と、要約書とみなされる（36条の2第8項）
上述の期間内に外国語書面及び外国語要約書面の翻訳文が提出されなかった場合は、特許庁長官は出願人にその旨を通知しなければならない（36条の2第3項）。この通知を受けた者は、経済産業省令で定める期間内に、外国語書面及び外国語要約書面の翻訳文を特許庁長官に提出することができる（36条の2第4項）。この経済産業省令で定める期間内に外国語書面の翻訳文が提出されなかった場合は、出願が取り下げられたものとみなされる（36条の2第5項）。なお、このように取り下げられた場合でも、故意に、この経済産業省令で定める期間内に翻訳文を提出しなかったと認められる場合でなければ、経済産業省令で定める期間内に限り、翻訳文を特許庁長官に提出することができる（36条の2第6項）。

## 審査手続
出願された発明が特許されるためには、前掲の登録要件を満たさねばならない。これを判断する作業が「審査」である。特許出願が方式的な要件を満たしているかを審査する方式審査が特許庁長官によって行われ（17条3項）、方式審査を通過した出願について登録要件を満たすかどうかを審査する実体審査が行われる。実体審査には、各種の技術的・法律的知識が要求されるため、特に資格を定められた特許庁審査官によって行われる（47条）。

### 方式審査
方式審査では、出願書面に方式面の瑕疵がないかを審査する。瑕疵が発見されれば、下記のいずれかの対応がされる。
- 補正可能な方式違反がある場合、補正指令がされる（17条1項）。補正で解消すれば、実体審査に進むことができるが、解消しないか、指定期間内に補正をしなかった場合、出願は却下されうる（17条2項）。
- 不適法な手続きであって補正が不可能なものである場合、却下理由通知がされる（18条の2第2項）。弁明書で弁明が認められれば、実体審査に進むことができるが、弁明書で弁明が認められないか、指定期間内に弁明しなかった場合、出願は却下される（18条2項）。
- 特許出願の日の認定要件（38条の2第1項各号）を満たさない場合、'補完指令'(p2)がされる（38条の2第2項）。補完が認められれば、手続補完書の提出日を出願日として、実体審査に進むことができる（38条の2第6項）が、補完が認められないか、指定期間内に補完しなかった場合、出願は却下されうる（38条の2第8項）。
- 明細書または図面の一部の欠落が発見された場合、補完指令がされる（38条の4第1項）。補完が認められれば、手続補完書の提出日を出願日として、実体審査に進むことができる（38条の4第5項）が、指定期間内に補完しなかったか、保管後に明細書等補完書を取り下げた場合、願書の提出日を出願日として、実体審査に進むことができる。

#### 補正指令
補正指令を出す事ができるのは、以下のいずれかに該当したときである。
- 手続の主体的要件にかかる違反[5]があるとき（17条3項1号）
- 手続が特許法又は特許法に基づく命令で定める方式に違反しているとき（17条3項2号）

- 手続に必要な規定の手数料が納付されないとき（17条3項3号）

手続の補正をするには、手数料を納付する補正をするときを除いて、手続補正書を提出しなければならない（17条4項）。ただし外国語書面出願の出願人が、誤訳の訂正を目的として、前項の規定により明細書、特許請求の範囲又は図面について補正をする場合は、手続補正書ではなく誤訳訂正書を提出する（17条4項、17条の2第2項、詳細後述）。
補正と記載事項の変更とは区別される。例えば、願書の出願人の記載に誤記を発見したときには、手続補正書で願書を補正する。一方、特許出願後に特許を受ける権利を譲渡して出願人が変わったときには、出願人名義変更届を提出する。もし出願人名義変更届に誤記があれば、手続補正書で出願人名義変更届を補正する。

#### 補完指令
補完指令を出さねばならないのは、以下のいずれかに該当したときである。
- 以下の出願日の認定要件（38条の2第1項各号）に違反しているとき
  - 特許を受けようとする旨の表示が明確でないと認められるとき（38条の2第1項1号）
  - 特許出願人の氏名若しくは名称の記載がなく、又はその記載が特許出願人を特定できる程度に明確でないと認められるとき（38条の2第1項2号）
  - 明細書[6]が添付されていないとき（先願参照出願を除く）（38条の2第1項3号）
- 願書に添付されている明細書又は図面[7]について、その一部の記載が欠けていることを発見したとき（第38条の4第1項）

38条の2の補完指令には手続補完書を、38条の4の補完指令には明細書等補完書を提出する方式審査便覧29年度:０４．０９主要期間一覧。

### 審査主義
日本の特許制度では、権利成立のために実体審査を経た後に特許登録を行う審査主義を採用している。審査主義をとることには、成立した権利が特許要件を満たしていることが保証された安定した権利であるという大きな利点がある一方、権利成立までに時間がかかり、多大な行政コストを要するという欠点もある。しかしながら裁判による事後調停、第三者監視負担を勘案すると社会全体のコストとしては無審査主義に比べ遙かに低コストとなる。
現在、ほとんどの国が特許について審査主義を採用している一方で、日本の実用新案のように、特許とは別の無審査登録の制度を採用し又は補完的に有している国も存在する。
無審査主義では、早期に権利が発生するという出願人にとってのメリットはあるが、第三者への権利行使に際しては自らの権利が新規性・進歩性を具備し、有効であることの立証が不可欠となる。なお、日本の実用新案では、権利行使に当たっては所定の技術評価書を提示し（実用新案法29条の2）、権利行使後にその実用新案権が無効にされた場合には、相手方に与えた損害を賠償しなければならない旨の規定が設けられている（実用新案法29条の3）。

### 出願審査請求制度
日本では、特許の審査を受けるためには、単に特許出願を行うだけでなく、出願審査の請求を行う必要がある（48条の2）。つまり、全ての出願が自動的に審査されるわけではない。
このような制度が設けられたのは、特許出願から審査までの間の技術的・経済的環境の変化などによって特許化の必要がなくなる出願があるためである。また、特許出願は、原則として、出願後1年6月で自動的に公開され（64条）、当該特許出願に開示された発明や、それにより自明な発明が後に特許されることを防ぐことができるため（29条、39条）、競合他社等の特許取得を防止するには十分である。このような、特許化を目的とせず、他社の特許取得を阻止することを目的とした消極的な出願はいわゆる防衛出願と言われる。
出願審査の請求は、出願から原則3年以内にしなければならない（48条の3）。審査請求は任意である為、出願人の意思により、あえて期限までに審査請求しない事も可能である。ただし、所定の手数料を納めさえすれば（第195条関係別表の9）、請求は出願人のみならず何人もすることができるので（48条の3第1項）、出願人でも発明者でもない全くの第三者が審査を請求する可能性もある中山3版(p237)。なお、この場合であっても補正等の審査手続きを行うのは出願人である中山3版(p237)。また特許庁長官は、特許出願人でない者から出願審査の請求があつたときは、その旨を特許出願人に通知しなければならない（48条の5第2項）。一度行った審査請求は、取り下げることができない（48条の3第3項）。この期間内に審査請求をしなかった場合は、出願は取り下げたものとみなされる（48条の3第4項）。なお、このように取り下げられた場合でも、故意に、この期間内に審査請求しなかったと認められる場合でなければ、経済産業省令で定める期間内に限り、出願審査の請求をすることができる（48条の3第5項）。
出願審査の請求があったときは出願公開の際又はその後遅滞なく、その旨が特許公報に掲載される（48条の5第1項）。

### 優先審査・早期審査
出願審査は、原則として審査請求が行われた順番で行われるが、優先審査制度や早期審査制度を利用する事で例外的に審査の時期を早める事ができる。
優先審査制度とは、第三者に実施されている特許出願を優先的に審査する制度である。特許庁長官は、出願公開後に特許出願人でない者が業として特許出願に係る発明を実施していると認める場合において必要があるときは、審査官にその特許出願を他の特許出願に優先して審査させることができる（48条の6）。出願公開になった発明を第三者が実施している場合、又は出願人からの警告を受けた場合、事情説明書の提出により、優先審査を行われる(p322)。ただし、優先審査をするか否かはあくまで特許庁長官の裁量であるので、優先審査が許可されなくても不服申立てはできない中山3版(p237)。
早期審査制度とは、出願人が研究機関や中小企業等である出願等の審査期間を短縮する制度である。具体的には、中小企業、個人、大学、公的研究機関等の出願、外国関連出願、実施関連出願、グリーン関連出願、震災復興支援関連出願、アジア拠点化推進法関連出願のいずれかに該当する時は、出願人は中山3版(p237)早期審査制度を利用できる(p161)：

### 実体審査
実体審査においては、
- 最初の拒絶理由が発見された場合、最初の拒絶理由通知がされる（50条）。
  - 意見書、明細書等の補正で拒絶理由が解消し、他に拒絶理由が発見されなければ、特許査定がされる。
  - 意見書、明細書等の補正で拒絶理由が解消したが、他に拒絶理由が発見された場合、再び最初の拒絶理由通知がされる。
  - 意見書、明細書等の補正で新たな拒絶理由が発生した場合、最後の拒絶理由通知がされる。
  - 意見書、明細書等の補正で拒絶理由が解消しなかったか、指定期間内に応答しなかった場合、拒絶査定がされる。
- 最後の拒絶理由が発生した場合、最後の拒絶理由通知がされる（50条）。
  - 意見書、明細書等の補正で拒絶理由が解消し、他に拒絶理由が発見されなければ、特許査定がされる。
  - 意見書、明細書等の補正で拒絶理由が解消したが、他に拒絶理由が発見された場合、再び最初の拒絶理由通知がされる。
  - 意見書、明細書等の補正で新たな拒絶理由が発生した場合、補正を却下したうえで、拒絶査定がされる（52条）。
  - 意見書、明細書等の補正で拒絶理由が解消しなかったか、指定期間内に応答しなかった場合、拒絶査定がされる。
- 拒絶理由が発見されない場合、特許査定がされる。

特許出願の実体審査は、特許庁長官が指定した審査官が行う（47条）。審査官はもっぱら書面で審査を行うが高橋5版(p221)、面接やテレビ面接で行うこともできる高橋5版(p221)面接ガイド。なお、審査官には除斥規定があり、その詳細は審判官の除斥規定（139条）が準用されている（48条）。 審査の質の維持と効率化を図るため、特許庁は先行技術文献調査を登録調査機関に業務委託外注している。登録調査機関では、特許庁が主催する調査業務実施者と調査業務指導者の講習の講習を受講し、それぞれの講習内の特許庁審査官による試験に合格した者のみ当該作業の実務を行なっている。先行技術文献調査は、高度検索閲覧用機器を用いて、クラスタ検索と呼ばれる特許文献検索を、全文（テキスト）検索、フリーワード検索（審査官フリーワード）、Fターム検索、FI検索、CPC検索等を用いて行なわれる。

### 先行技術文献情報開示要件
既に述べたように、文献公知発明で特許を受けようとするものが知っているものがあれば、その文献を明細書に記述しなければならないが（36条4項2号）、この要件が満たされていないと審査官が認めるときは、特許出願人に対し、その旨を通知（第48条の7の通知審査基準27年度(p105)）し、相当の期間を指定して、意見書を提出する機会を与えることができる（第48条の7）。

### 拒絶理由
審査官は出願書類を読み、この出願を拒絶すべき理由（拒絶理由）を探す。拒絶理由としては49条に限定列挙されているもののみを選ぶことができ、これ以外の理由で拒絶理由・拒絶査定を受けることはない。審査官の恣意を防ぐためである。
1. その特許出願の願書に添付した明細書、特許請求の範囲又は図面についてした補正が第17条の2第3項又は第4項に規定する要件を満たしていないとき〔すなわち、補正可能な範囲を超えているとき。詳細後述〕
2. その特許出願に係る発明が、外国人の権利の享有、産業上の利用可能性、新規性（公知、公用、刊行物記載）、進歩性、拡大先願、公序良俗、共同出願または先願に係る規定により特許をすることができないものであるとき
3. その特許出願に係る発明が条約の規定により特許をすることができないものであるとき
4. その特許出願が記載要件または単一性の要件を満たしていないとき
5. 前条の規定による通知をした場合であつて、その特許出願が明細書についての補正又は意見書の提出によつてもなお第36条第4項第2号〔先行技術文献情報開示義務〕に規定する要件を満たすこととならないとき
6. その特許出願が外国語書面出願である場合において、当該特許出願の願書に添付した明細書、特許請求の範囲又は図面に記載した事項が外国語書面に記載した事項の範囲内にないとき〔原文新規事項〕
7. その特許出願人がその発明について特許を受ける権利を有していないとき〔冒認出願〕

### 拒絶理由通知
拒絶理由が見つかった場合、拒絶の理由を通知する拒絶理由通知を審査官は特許出願人に対して送る（50条、17条の2第1項1号）。したがって、反論の機会もなく、突然に拒絶査定がされることはない。拒絶理由通知は最初の拒絶理由通知（17条の2第1項1号）と最後の拒絶理由通知（17条の2第1項3号）の2種類に分かれる。なお出願人にはじめて通知する拒絶理由を含むものは最初の拒絶理由であるので逐条20版(p55)、出願人とのやり取り内容によっては「最初の拒絶理由通知」が複数届く場合もある。これは本来1回目に通知すべきであった拒絶理由を含んでいるという意味で「最初の拒絶理由通知」と呼ばれている審査基準27年度:I部2章3節。
拒絶理由通知を受け取ったら、出願人は拒絶理由に対する意見を表明した意見書（50条）と出願書類の内容を変更する手続補正書（17条4項）の両方若しくは一方のみを提出する事ができる。ただし、明細書等の補正は時期が限定されており、しかも最初の拒絶理由通知の場合と最後の拒絶理由通知の場合で補正できる範囲が異なる（詳細は次節）。このほかにも、出願人は出願分割（44条）、出願変更（46条）、当該出願を基礎とする国内優先権の主張を伴った新たな出願（41条）、出願の放棄や取り下げといった措置を取りうる。特に、分割出願は、単一性違反（37条）の拒絶理由を解消するために有効である。
実際には、審査請求された出願のほとんどに対して拒絶理由通知が発せられているため、それに対する応答（意見と補正の内容）が特許の成否を分けることが少なくない。そのため、多くの観点からの請求項を含む特許請求の範囲や、上位概念的な請求項から実施例に対応した請求項まで多段階にわたる特許請求の範囲を出願時に作成しておいて、幅の広いクレームを作成することによって、審査上の進歩性の判断ラインを見極めやすくなるため、意見・補正する上で有利になる。
審査官は意見書や手続補正書を読み、拒絶理由が発見されないか、全て解消したと判断された場合には特許すべき旨の査定（特許査定）がされ（51条）、拒絶理由が解消しない場合はの出願を拒絶すべき旨の査定（拒絶査定）がされる（49条）。

## 明細書、特許請求の範囲及び図面の補正
出願手続をした者は、事件が特許庁に係属している場合に限り、出願書類を補正をすることができる（17条1項）。これは自発的に行うこともできるし、補正指令に対応する為に行う場合もある。ただし時期によって補正できる範囲は制約を受ける場合がある。
このように規定されている趣旨は、手続の円滑迅速な進行のためには、はじめから完全な手続が望ましい。しかし、そのような手続が望めない場合もあるので、手続の補正をして手続を完全にすることが認められている。
日本の特許法は先願主義を採用しているので、出願人は特許を取得するために急いで出願をする場合がある。したがって、はじめから完全な明細書、特許請求の範囲および図面を用意することを出願人に期待できないこともある。また、審査の過程で一部の発明について新規性や進歩性を否定する証拠が発見された場合でも、特許請求の範囲を補正できれば特許を受けることができることもある。そこで、一定の要件の下、明細書、特許請求の範囲および図面の補正が認められている。

### 補正可能な時期
まだ特許査定を受けていない場合、以下の時期にのみ、明細書、特許請求の範囲、及び図面を補正できる（17条の2第1項）。ただし、日本を指定国に含む特許協力条約に基づく国際出願（国際特許出願）については、国内段階に移行するまで補正をすることができない。より詳しくは、日本語による国際出願（日本語特許出願）については、国内書面を提出して国内手数料を支払った後でなければ、補正をすることができない。外国語による国際出願（外国語特許出願）については、翻訳文および国内書面を提出して国内手数料を支払った後であって翻訳文提出期間が過ぎるか出願審査の請求をした後でなければ、補正をすることができない（第184条の12第1項）。
- 拒絶理由通知を受け取っていない場合、いつでもできる。
- 最初の拒絶理由通知を受け取った場合、拒絶理由通知の指定期間内にすることができる。
- 拒絶理由通知を受けた後第48条の7の通知を受けた後、第48条の7の通知の指定期間内にすることができる。
- 最後の拒絶理由通知を受け取った場合、拒絶理由通知の指定期間内にすることができる。
- 拒絶査定不服審判を請求する場合、その審判の請求と同時にするときのみすることができる。

#### 最初の拒絶理由通知を受ける前の期間
特許出願をしてから、審査官による最初の拒絶理由通知を受ける前までの間、明細書等の補正をすることができる。補正が新規事項を追加するものではないこと（補正の根拠）を示したい場合は、補正の根拠を特許庁長官あての上申書に記載し、手続補正書とともに提出する。

#### 最初の拒絶理由通知の指定期間
審査官による拒絶理由通知には、出願人が意見書を提出することができる期間が指定される（第50条）。この指定期間は、現在の運用では、日本在住の出願人については60日、外国在住の出願人については3月となっている。この指定期間には、明細書等の補正をすることもできる。
通常、出願人が明細書等の補正をする手続補正書を提出するときは、拒絶理由通知に対する意見書とともに提出する。すなわち、拒絶理由を解消するために特許請求の範囲を減縮したり明細書の誤記を訂正したりする補正をして、意見書において補正が新規事項を追加するものではないことや補正によって拒絶理由が解消したことを主張する。
補正は新規事項を追加するものであると審査官が判断したとき、審査官はそのことを新たな拒絶理由通知で出願人に通知する。出願人は、その拒絶理由を解消するため、新規事項を削除する補正をすることができる。

#### 最初の拒絶理由通知を受けた後、第48条の7の通知の指定期間
出願人は、特許を受けようとする発明に関係する発明であって文献に記載されたものを知っているときは、明細書のその文献の所在情報を記載しなければならない（第36条第4項2号）。審査官は、出願人がこれを怠っていると認めたとき、出願人にその旨の通知をする（第48条の7）。この通知には意見書を提出することができる期間が指定される。この指定期間には、明細書等の補正をすることができる。
このとき、出願人には、関係する発明を記載した文献の所在情報を明細書に追加する補正をすることが期待される。日本国特許庁の解釈によれば、特許文献の番号や論文の書誌情報を明細書に追加する補正は、新規事項を追加する補正とはされない。

#### 最後の拒絶理由通知の指定期間
審査官は、「最後」と表示した拒絶理由通知を出すことがある。この拒絶理由通知にも、出願人が意見書を提出することができる期間が指定される（第50条）。この指定期間にも、明細書等の補正をすることができる。ただし、このときの特許請求の範囲の補正には、新規事項追加の禁止に加えて、さらに制限が加えられるので、大幅な補正をする必要があるときは、補正ではなく出願の分割が選択されることもある。
明細書、特許請求の範囲または図面に新規事項を追加する補正、上記以外の目的を有する特許請求の範囲の補正、または特許請求の範囲の限定的減縮を目的とするが独立特許要件を満たさない補正は、審査官によって却下される（第53条）。

#### 拒絶査定不服審判請求と同時に行う場合
拒絶査定不服審判の請求と同時に行う場合には、明細書等の補正をすることができる(第17条の2第1項4号)。不適法な補正は審査官または審判官によって却下される（第159条第1項および第163条第1項で準用する第53条）。

#### 拒絶査定不服審判における拒絶理由通知の指定期間
拒絶査定不服審判において審判官または審査官から拒絶理由通知を受けることがある。これに対する意見書提出のための指定期間には、明細書等の補正をすることができる。拒絶理由通知が最初であるか最後であるかによって、この補正には最初または最後の拒絶理由通知の指定期間における補正の制限と同様の制限が課せられる。不適法な補正は審査官または審判官によって却下される（第159条第1項および第163条第1項で準用する第53条）。

### 補正可能な範囲

#### 新規事項追加の禁止
補正をする時期によらず補正に課せられる制限として、新規事項の追加の禁止が挙げられる。外国語書面出願における誤訳訂正の場合を除き、願書に最初に添付した明細書、特許請求の範囲又は図面に記載した事項の範囲を超えて補正する事はできない（17条の2第3項）。
補正が新規事項を導入するものであるか否かは、審査官または審判官によって判断され、補正が新規事項を導入すると判断されたときは、特許を拒絶される（第49条）。もし、補正が新規事項を導入したにもかかわらず、これが見過ごされて特許を受けたとき、その新規事項を含む特許は無効理由を有する（第123条第1項）。
このように規定されているのは、補正をすることによって出願の時が補正をした時に繰り下げられるわけではないので、補正によって内容を追加できるとすれば、出願人は出願後に知った発明を出願時に出願したことにできることとなり、先願主義に反し不合理であるためである。
なお、『特許・実用新案審査基準』によれば、日本国特許庁は、当初明細書等に記載した事項の範囲内を、当初明細書等に明示的に記載された事項およびその事項から自明な事項の範囲内と解するとしている。

#### シフト補正の禁止
特許請求の範囲の減縮の際には、請求項に記載された発明を特定するために必要な事項を限定し、補正前の発明と補正後の発明で単一性の要件（37条）を満たす一群の発明に該当するようにしなければならない（17条の2第5項、いわゆるシフト補正の禁止）。

#### 補正の制限
最後の拒絶理由通知の指定期間、拒絶査定不服審判請求と同時に行う場合における補正においては、補正できる範囲は更に制限され、以下を目的とするものに限られる（17条の2第5項）。拒絶理由通知と併せて第50条の2の通知（後述）を受け取った場合も同様である（17条の2第5項）。
- 請求項の削除
- 特許請求の範囲の限定的減縮
- 誤記の訂正
- 明りようでない記載の釈明（拒絶理由通知に係る拒絶の理由に示す事項についてするものに限る。）

さらに、特許請求の範囲の限定的減縮をする補正は、補正後の特許請求の範囲に記載された発明が新規性や進歩性などの独立特許要件を満たすものでなくてはならない（第17条の2第6項）。

### 外国語書面出願の場合
外国語書面出願の出願人は、外国語書面及び外国語要約書面について補正をすることができない（17条2項）。外国語書面出願の出願人は、誤訳の訂正を目的として明細書、特許請求の範囲又は図面について補正できる（17条の2第2項）。この際その理由を記載した誤訳訂正書を提出しなければならない（17条の2第2項）。ここで、「添付した明細書、特許請求の範囲又は図面」とは外国語書面の翻訳文に記載したものを指す（17条の2第3項）。誤訳訂正書を提出した場合は、訂正後の外国語書面の翻訳文の事である（17条の2第3項）。

### 19条補正および34条補正の扱い
国際特許出願について特許協力条約第19条に基づいてした請求の範囲の補正（19条補正）は、日本の特許法において次のように扱われる。すなわち、日本語特許出願については、19条補正は手続補正書を提出して特許請求の範囲を補正をしたものとみなされる（第184条の7）。外国語特許出願については、19条補正の翻訳文が特許庁長官に提出されたときには、翻訳文の内容で特許出願がされたものとみなされる（第184条の6第3項）。
国際特許出願について特許協力条約第34条(2)(b)に基づいてした請求の範囲の補正（34条補正）は、日本の特許法において次のように扱われる。すなわち、日本語特許出願については、34条補正は手続補正書を提出して明細書、特許請求の範囲または図面を補正をしたものとみなされる（第184条の8第2項）。外国語特許出願については、34条補正の翻訳文が特許庁長官に提出されたときには、誤訳訂正書を提出して明細書、特許請求の範囲または図面を補正したものとみなされる（第184条の8第2項、第4項）。
外国語特許出願について、19条補正または34条補正の翻訳文が特許庁長官に提出されなかったときには、補正をしなかったものとみなされる。

## 分割出願
特許出願が二以上の発明を包含していた場合、出願人は出願の一部を１つ以上の別の特許出願に分割できる（44条1項柱書。パリ条約4条Ｇ⑴⑵にも同趣旨の規定がある）。これを出願の分割といい、分割元となる出願を親出願若しくは原出願、親出願から分割された出願を子出願若しくは分割出願という。
分割出願の出願人は原出願の出願人と同一でなければならない審査基準27年度:第VI部1章1節2.1.1。また出願の分割をするには後述する時期的要件と実体的要件とを満たすときでなければならない。
分割出願は主に以下の目的で行われる：
- 発明の単一性（37条）が満たされないとして拒絶された場合に出願を分割し、単一性違反を解消する。
- 審査官に拒絶された発明を分割する事で、それ以外の（拒絶理由のない）発明について審査を早め、原出願の早期権利化を目指す。
- 明細書や図面に記載されているものの、原出願の請求項には載っていない請求項を分割出願として新たに出願する（原出願の請求項より汎化しても特化しても無関係にしてもよい）。

### 効果
時期的要件と実体的要件とが満たされていると審査官に判断されると、分割出願は、原出願のときに出願したものとみなされる（44条2項）。よって特に分割出願の出願日は原出願の出願日（原出願日）であるとみなされる。これを出願日の遡及又は遡及効といい、遡及した出願日（原出願日）を遡及日という。
出願日が遡及するので、新規性、進歩性、先願等の特許要件は、遡及日を基準に判断される中山3版(p200)。しかし、外国語書面出願の翻訳文（36条の2第2項）、新規性喪失の例外に係る証明書（30条3項）、国内優先権（41条4項、43条1項）の提出期限については、遡及せず、現実の出願日で判断される。（44条4項）。また、パリ条約による優先権主張やパリ条約の例による優先権主張の手続における必要書類の提出期限は、1年4月以内から最先の日から1年4月又は新たな特許出願の日から3月のいずれか遅い日までに延びる（44条3項）。
また、拡大先願の範囲（29条の2、実用新案法第3条の2）についても遡及しない（44条2項ただし書）。拡大先願で遡及しないのは、分割出願には原出願を補正する事により新たに付け加わった事項もある為である逐条20版(p188)。
出願人の同一性や時期的要件が満たされない場合は出願自体が却下される審査基準27年度:第VI部1章1節2.3。 出願人の同一性や時期的要件は満たされるものの、実体的要件は満たされない場合は出願日は遡及せず、分割出願は現実の出願（分割出願）時になされたものとする審査基準27年度:第VI部1章1節2.3。

### 時期的要件
分割出願は、以下のいずれかに当てはまるときに限られる（44条1項）
- 明細書、特許請求の範囲又は図面の補正が可能な時（44条1項1号）
- 特許査定の謄本の送達の日から30日以内（44条1項2号）
- 最初に拒絶査定されたときの謄本の送達の日から3月以内（44条1項3号）

ただし2号でいう「特許査定」には以下のものは含まれない（44条1項2号）。すなわち、特許査定後の分割出願は、審査で一度も拒絶査定を受けていないことが必要である。
- 拒絶査定不服審判の請求と同時に補正があったときの審査（前置審査）における特許査定（163条3項）
- 拒絶査定不服審判で審決により差し戻された審査における特許査定逐条20版(p187)（160条1項）。

また2号の条件を満たしていたとしても、特許権の設定登録がなされた後は、特許出願が特許庁に係属しなくなるため、特許出願を分割することができない審査基準27年度:第VI部1章1節2.1.2。
また3号でいう「最初に」とは、拒絶査定不服審判で審決により差し戻された審査で再び拒絶査定がされた場合を除くという意味である逐条20版(p187)。
特許料納付期限、拒絶査定不服審判の請求可能期間が延長された場合にはそれぞれ、2号における30日、3号における3月を連動して延長させる逐条20版(p190)（44条５、6項）。その責めに帰することができない理由により2号、3号の期間内に出願を分割できないときは、その理由がなくなった日から14日（在外者にあつては、2月）以内で、しかも2号ないし3号に規定する期間の経過後6月以内であれば、出願を分割できる（44条7項）。

### 実体的要件
分割する上での実体的要件は下記のとおりである。
- 原出願の分割直前の明細書等に記載された発明の全部が分割出願の請求項に係る発明とされてはならない審査基準27年度:第VI部1章1節2.2。これは、44条1項で「出願の一部」と規定されるためである。

- 子出願の明細書等に記載された事項は、親出願の出願当初の明細書等に記載された事項の範囲内でなければならない審査基準27年度:第VI部1章1節2.2。

- 補正ができない時期においては、子出願の明細書等に記載された事項は、さらに親出願の分割直前の明細書等に記載された事項の範囲内でなければならない審査基準27年度:第VI部1章1節2.2。

### 50条の2の通知
出願を複数の出願A, B, …に分割し、そのうち１つの出願Aに対して拒絶理由が通知され、しかも他のものBに同一の拒絶理由があるときは、出願人にその旨が通知される（50条の２）。これを50条の2の通知という審査基準27年度:第VI部1章2節。
第50条の2の通知を受け取った場合は、最後の拒絶理由通知を受け取った場合と同様の制限が補正に対して課せられる（17条の2第5項）。これは出願人による分割出願制度の濫用を抑止する目的で規定されている逐条20版(p221)。
なお50条の2の通知に関する規定は、
- AがBの親出願である場合、BがAの親出願である、AとBとが同一の親出願から分割された子出願、孫出願等である場合のいずれの場合にも適用される逐条20版(p221)。
- 審査における拒絶理由通知だけでなく、前置審査（163条第2項）、拒絶査定不服審判（159条第2項）とその再審（174条第2項）の拒絶理由通知も含まれる逐条20版(p221)（50条の２）

また50条の2の通知に関する規定は、出願Bの審査請求前にBの出願人がその内容を知り得る状態になかった場合には適用されない（50条の２）。これは例えば、以下のような場合である
- 出願Aの拒絶理由通知が、Bの審査請求よりも後だった場合逐条20版(p222)
- 出願後の権利継承のためにAとBの出願人が異なっており、しかもBの審査請求の時点でAが出願公開前であったために、拒絶理由通知を読めなかった場合逐条20版(p222)

## 出願公開
特許出願を行った当初は出願内容の秘密が担保されるが、出願日から1年6月経過すると出願内容が公開される（64条1項）。公開方法は、特許公報に掲載されるというものである（64条2項）。外国語書面出願の場合は、外国語のものも公開される（64条2項1号）。
出願人が請求すれば、1年6月経過する前に公開することも可能である（64条の2第1項）。なお一度提出した公開請求は、取り下げることができない（64条の2第2項）。また、外国語書面で出願した後その翻訳文を提出していない等、所定の要件が揃っていない場合は公開請求は却下される（第64条の2第1項２、3号）。
また、出願内容が公序良俗に反すると特許庁長官が認めるときは、出願公開番号や発明者の氏名等の最低限の情報のみを公開し、明細書本文等は公開しない。さらに、請求があった若しくは1年6月経過した事により、すでに特許公報に載った特許出願は、その後請求があるか若しくは1年6月経過しても、再び特許公報に載せる事はない（64条1項、同法64条の2第1項1号）。
要約書の内容に不足があると判断された場合は、特許庁の側で書いた要約書が公開される（64条3項）。なお、要約書は特許発明の技術的範囲の確定には考慮できないので（70条）、これにより出願人が有利・不利になる事はない。
なお、公開を1年6月後としたのは、優先権出願とそれ以外を平等に扱うため、優先権証明書の提出期間（1年4月）＋出願公開の準備期間（2月）として算出したものである逐条20版(p233)。また、同様の早期公開制度を採用しる諸外国がいずれも1年6月である事も理由である逐条20版(p233)。
公開は、出願が特許庁に係属している限り、審査を行うか否かによらず強制的に行われる中山3版(p214)。しかし公開前に出願の取下げ、放棄、却下、若しくは拒絶査定が確定したときは、すでに特許庁に係属していないので、公開されない逐条20版(p234)。ただし、出願人の側から公開請求がなされた場合は、これらの場合でも必ず公開される逐条20版(p234)。また、すでに特許掲載公報（後述）に載ったものを、改めて公開公報に載せる事はない（64条1項柱書）。
また、外国語でされた国際特許出願に関しても、翻訳文が提出された後、遅滞なく、国内公表している（184条の9）。
なお、日本語でされた国際特許出願に関しても、国内移行手続き後、再公表特許公報が発行されていたが、廃止された公報FAQ。
また、上記以外にも防衛目的のためにする特許権及び技術上の知識の交流を容易にするための日本国政府とアメリカ合衆国政府との間の協定による例外がある。

### 補償金制度
出願が公開された後、特許権の設定の登録前までの間、業としてその発明を実施した者に対して出願人は補償金の支払を請求できる（65条1項）。補償金の支払を請求するには、事前に特許出願に係る発明の内容を記載した書面を提示して警告する必要がある（同項）。ただし請求相手が出願公開がされた特許出願に係る発明であること知った上で業としてその発明を実施していた場合は、警告は必要ない（同項）。なお、仮専用実施権者又は仮通常実施権者がその設定行為の範囲内で発明を実施する場合は、この者達に補償金の支払を請求できない（65条3項）。また先使用権者や職務発明の場合の使用者等も補償金支払い義務を負わない逐条20版(p240)。
請求権を行使するのは特許権の設定の登録後でなければならず（65条2項）、時効は登録の日から3年である（65条6項）。出願公開後に特許出願の放棄、取り下げ、却下、拒絶査定の確定、拒絶審決の確定等のときは、初めから生じなかつたものとみなす（65条5項）。また、一度出願人が警告を出したとしても審査中に特許請求の範囲を補正した場合は、原則補正後に再度警告が必要になる中山3版(p218)。
請求権はあくまで特許登録前の実施に対するものなので、請求権の行使は特許登録後の特許権の行使を妨げない（65条4項）。すなわち、保証金を支払うという事は特許登録までの期間に出願人からライセンスを受けていたのと同じ扱いであり中山3版(p218)、特許登録後のライセンス料は別扱いである。また補償金はライセンス料と同じ扱いになる事から、補償金を支払っての登録前実施中に作った物を、特許登録後に販売しても問題ないはずである中山3版(p218)。
請求できる額は、その発明が特許発明である場合にその実施に対し受けるべき金銭の額に相当する（65条1項）。請求方法は特許侵害の際の諸規定を準用する（65条5項）。ただし請求には悪意または警告を要件としているので、特許侵害の場合の過失推定規定（103条）は準用されない中山3版(p217)。これは第三者が実施する際、特許広報の調査を義務付けていない事を意味する中山3版(p217)。

## 特許権
特許すべき旨の査定又は審決の後、所定の期間内に特許料を納付することにより、特許権の設定登録が行われて特許権が発生する（66条）。
この特許権は、特許発明を独占排他的に実施できる権利である（68条）。つまり自らの発明の実施を独占でき、許諾等をしていない（権原のない）第三者の業としての実施を排除できる。そのため、このような第三者の実施に対しては、その違法な実施行為、つまり特許の侵害行為を中止させる権利（差止請求権、100条）およびそのような侵害行為により発生した損害の賠償を求める権利（損害賠償請求権、民法709条）を行使することができる。
特許権の存続期間は、特許査定後、特許として設定登録（66条）されたときに始まり、原則として出願日から20年である（67条1項）。なお、農薬取締法または医薬品医療機器等法に規定される特定の行政処分を受けたことで、特許発明を実施できる期間が短縮された場合は、最大5年を限度として存続期間が延長されることがある（67条4項、特許法施行令2条）。
特許権の権利が及ぶ範囲は、特許発明の技術的範囲と呼ばれる。
特許法70条1項は、「特許発明の技術的範囲は、願書に添付した特許請求の範囲の記載に基づいて定めなければならない。」と規定している。特許発明の技術的範囲、すなわち、特許権の権利範囲を判断する基準となるのは、当該特許発明に係る特許公報の特許請求の範囲に記載された内容である。
一般に、特許請求の範囲に記載された内容は、当該特許発明の権利範囲を広く確保するため、単に文理的に読み取るだけでは理解することが出来ないことが多い。特許発明の内容が理解できないと、特許権がいかなる権利を有するのか確定することが出来ず、特許権の及ぶ範囲が規定し得ないこととなり、不都合である。そこで、特許法では、「特許請求の範囲の記載に『基づいて』」と規定して、特許請求の範囲に記載された内容を単に文理的に判断するのではなく、特許発明を説明する明細書及び図面の内容も参酌して、特許発明の技術的範囲を定めるよう規定している（同条2項）。
また、均等論によって、特許請求の範囲に記載された範囲を超えて特許発明の技術的範囲が認められることがある。
特許発明の技術的範囲について、特許庁に判定を求めることも出来る（特許法71条）。なお、判定は鑑定的なものであるので、判定で示された内容に法的な拘束力はない。

## 実施権
実施権とは、特許権者による制限なく業として特許発明を実施することができる権利をいう。実施権には大別して専用実施権および通常実施権の2種類があり、いずれも業として特許発明を実施することができる権利である（77条2項、78条2項）。両者の主な違いは専用実施権は物権的な権利であるのに対し、通常実施権は債権的な性格を有する事にあり逐条20版(p280)、それゆえ前者は独占排他性の有するのに対し、後者はそうでない。これが原因で両者には以下のような差がある：
- 専用実施権の場合は地域・内容・期間の条件が同一の専用実施権を2人の者に設定する事はできないが逐条20版(p278)、通常実施権の場合は同時に同条件の通常実施権を複数の者に許諾できる逐条20版(p280)。
- 専用実施権を設定した場合特許権者自身であっても専用実施権者に許諾した地域・内容・期間には発明を実施できないが、通常実施権の場合は通常実施権者に許諾した地域・内容・期間であっても特許権者自身が発明を実施できる逐条20版(p280)。すなわち、専用実施権を設定しても自身の特許発明を実施したい場合には専用実施権者から通常実施権を許諾してもらう必要がある高橋5版(p188)。
- 専用実施権者には権利侵害の際の差止請求権、損害賠償請求権があるが、通常実施権者の場合は、差止請求権も損害賠償請求権も否定する立場が多数説である（後述する独占的通常実施権の場合を除く）高橋5版(p195)。

### 発生
専用実施権は特許権者により設定される事で発生する（77条1項）。それに対し通常実施権は、その発生原因により、許諾による通常実施権、法定通常実施権、裁定実施権の3種類に分類される。許諾による通常実施権高橋5版(p187)には特許権者自身の許諾によって発生するものと特許権者の承諾を得た専用実施権者からの許諾により発生するものとがある。専用実施権と許諾による通常実施権とをあわせて、許諾による実施権高橋5版(p187)といい、これは日常的な意味でのライセンス契約に相当する高橋5版(p187)。
特許権には積極的権利としての実施権と消極的権利としての禁止権があり高橋5版(p186)、このうち実施権に関しては特許権者自らが実施するだけでなく、他人に実施させる権利も有する高橋5版(p186)。この他人に実施させる権利で他人に与えた権利が許諾による実施権である。
法定通常実施権は特許権者や専用実施権者の意志とは関係なく、公益上の必要性や当事者間の衡平の為に法律の規定によって発生する高橋5版(p198)。裁定通常実施権は裁定という行政処分により強制的に設定される通常実施権の事で高橋5版(p187)、強制実施権とも呼ばれる高橋5版(p187)。これらは有償か無償かなど、許諾による通常実施権とは多くの点で異なる高橋5版(p198)。

### 設定行為・効力要件
（専用若しくは通常）実施権を許諾する場合には、特許権者と実施権が契約等で設定行為を行い、実施権者が特許発明を実施できる場所、期間、内容等を自由に決める事ができる（特許法第77条2項、特許法第78条）逐条20版 (p279,281)高橋5版(p188,192)。専用実施権の場合はその排他性から、場所・期間・内容が同一の条件を2者に設定する事はできない。
専用実施権に対する権利変動である設定、保存、移転、変更、消滅又は処分の制限は特許原簿への登録が必要であり、設定の際には設定条件も登録する必要がある。一部例外を除き、特許原簿への登録がこれらの権利変動の効力発生要件である（27条1項2号、98条1項2号。例外についての詳細も98条1項2号）。一方、通常実施権の設定には登録を必要とせず、当事者間の意思により効力が発生し、第三者対抗要件は民法の規定が適用される（通常実施権の当然対抗制度）特許庁1。

### 独占的通常実施権
専用実施権はその強力な権利が嫌われて高橋5版(p188)、2012年1月間で295件しか登録がない高橋5版(p188)。専用実施権が設定されるのは、特許権者と専用実施権者が密接な関係にある場合がほとんどで高橋5版(p189)、たとえばある会社の代表取締役である特許権者が自身の経営する会社を専用実施権者に設定するような場合や高橋5版(p189)、特許権者である外国企業が国内系列企業を専用実施権者に設定する場合などがある高橋5版(p189)。
そこで専用実施権を利用する代わりに、通常実施権を許諾した上で他のものには通常実施権を許諾しない旨の契約を特許権者と結ぶ事がある。このような通常実施権を独占的通常実施権という。実施権者が一人しかいないという点で、独占的通常実施権は専用実施権と類似しているが、あくまで通常実施権であるので、特許権者自身も発明を実施できる。特許権者自身の発明実施をも契約で禁止した独占的通常実施権を完全独占的通常実施権という。なお、特許権者が独占的通常実施権を許諾後、他者に通常実施権を許諾しても、契約違反ではあるが特許法上は適法であるので注意されたい高橋5版(p197)。
以上に述べたこと以外にも独占的通常実施権と専用実施権では、差止請求権、損害賠償請求権があるかに関して差異がある。専用実施権では差止請求権、損害賠償請求権の双方とも認められる。独占的通常実施権の場合は、独占的通常実施権者固有の損害賠償請求権を許容するのが通説であり高橋5版(p196)、多くの裁判例でも肯定されているが高橋5版(p196)村井2012(p47)、独占的通常実施権者に差止請求権を認めるか否かには議論があり、判例が分かれている村井2012(p47)。

### 仮専用実施権・仮通常実施権
仮専用実施権・仮通常実施権は特許出願の段階で設定・許諾する仮の専用実施権・通常実施権である。専用実施権・通常実施権と同様、設定・許諾する範囲に条件を課す事ができるが、この条件は特許出願の願書に最初に添付した明細書、特許請求の範囲又は図面に記載した事項の範囲内でなければならない（第34条の2第1項、第34条の3第1項）。
仮専用実施権は特許を受ける権利を有するものが設定でき、仮通常実施権は特許を受ける権利を有するもの、及び特許を受ける権利を有するものから承諾を得た仮専用実施権が許諾できる（第34条の2第1項、第34条の3第1項、第34条の2第4項）。
出願が特許登録されたら、仮専用実施権者・仮通常実施権者はそれぞれ、前述した条件範囲に対して専用実施権の設定、仮通常実施権の許諾がなされたものとみなす（第34条の2第2項、第34条の3第2項 、同条3項）。

## 特許侵害訴訟
特許権の知的財産権関係の民事事件たる侵害訴訟（民事訴訟）は、第一審が、東京地方裁判所または大阪地方裁判所のいずれかの地方裁判所が専属管轄である（民事訴訟法6条1項）。特許権を巡る民事訴訟としては、特許権者（または実施権者）が侵害者と疑われる者に対して提起する侵害差止請求訴訟、損害賠償請求（または不当利得返還請求）訴訟と、侵害者と疑われる者が特許権者または実施権者に対して提起する侵害差止請求権や損害賠償請求権等の不存在確認訴訟が多いが（以下、これらをまとめて侵害訴訟という）、職務発明の帰属や対価を巡る訴訟もある。以下、特許侵害訴訟において行われる請求を列挙する。

### 差止請求
特許権の侵害又は侵害のおそれのある行為に対し、その行為の差止め（停止）を請求できる。侵害自体の停止および予防を請求する権利（100条1項）だけでなく、侵害の行為を組成した物の廃棄や侵害の行為に供した設備（例えば、発明品を作るための機械）の除却等を請求することが認められている（100条2項）。特許の独占排他権に起因する権利であり、また侵害者の故意または過失を必要としないことにより、直接かつ効果的に特許の保護を図るものである。

### 損害賠償請求
不法行為に基づく損害賠償請求として、侵害によって生じた損害につき侵害者に対し賠償請求できる（民法709条）。一般的に、不法行為による損害賠償が認められるための要件は、（1）故意又は過失、（2）権利侵害、（3）損害、（4）相当因果関係、（5）責任能力が必要である。しかしながら、無体財産権たる特許権の侵害は、故意または過失を立証することが困難なため、特許法103条で過失を推定する規定が設けられている。また、損害額を算定することも困難な場合が多く立証が容易でないため、特許法102条で損害額を推定等する規定が設けられている。

### 不当利得返還請求
法律上の正当な理由なく、他人の財産によって財産的利得を受け、これによって他人に損失を与えた者に対し、自己の損失を限度として、その利得の返還を請求することができる（民法703条、704条）。

### 信用回復措置請求
侵害行為により特許権者等の業務上の信用が害された場合、信用回復の措置を請求することができる（106条）。

## 異議申立て制度・審判制度
特許法で規定される審判として、拒絶査定不服審判（121条）、無効審判（123条）、延長登録無効審判（125条の2）、訂正審判（126条）がある。また、平成26年改正により特許無効審判に類似する制度として異議申立て制度（113条）が設けられている。
請求人は、審判請求書を特許庁長官に提出することにより審判を請求できる。
審判長は、審判請求書が第131条の規定に違反しているとき、請求人に対して、指定期間内に手続を補正するよう命じなければならない（第133条第1項）。また、手続きに主体的要件の違反や、方式違反または手数料の納付がないときには、指定期間内に手続を補正するよう命じることができる（第133条第2項）。指定期間内に手続が補正されないとき、審判長はその手続を却下することができる（第133条第3項）。また、補正によって治癒できない不適法な審判請求は審決によって却下される（第135条）。
審判請求書の補正は、事件が特許庁に係属しているときに限ってすることができる（第17条第1項）が、要旨を変更してはならないのが原則である（第131条の2第1項柱書本文）。ただし、特許無効審判以外の審判請求書の請求の理由や、審判長の許可があった特許無効審判の請求書の請求の理由は、要旨変更補正が認められる（第131条の2第1項1号および同項2号）。上記に反して請求書の要旨変更をする補正は、審判長によって却下される（第133条第3項）。
無効審判、延長登録無効審判、特許異議申立ておよびそれらの再審では、参加制度が設けられている（119条、148条）。特許の無効などに関する審判による紛争の解決は、その審判の当事者間で相対的になされるのが普通なので、第三者がこれに干渉する必要はない。しかし、第三者が当事者との間に何らかの法律的関係にあり、結果によっては審決の効力が第三者の法律上の地位に影響を及ぼし、法律上不測の損害を被るおそれがある。この場合、第三者が、自己の法律上の利益を守るために、他人間に係属中の審判の当事者の一方に参加人として介入し、その当事者を補助して勝訴させ、または自らも請求人として、一方の当事者に加わって、他方の当事者に対して自己の請求の趣旨を主張して審判手続を追行することができる。なお、参加には申請が必要で、参加できるか否かは参加しようとする審判の審判官が審判により決定される（149条）。
なお、いずれの審判においても、非常の不服申し立て手段として再審制度（171条、172条）が設けられている。再審を請求することができるのは確定審決に対してであり、知財高裁などの裁判所に訴えを提起することができる事件や、訴えが裁判所に係属している事件については再審を請求することはできない（171条1条、172条1条）。

### 特許異議申立て
特許異議申立て制度は、設定登録がされた特許について、一定期間第三者の請求に応じて審査の見直しを図る制度である。
平成15年に公衆審査機能を有する特許異議申立てを無効審判に一本化する法改正が行われたが、平成26年改正により特許異議申立てが復活した。特許法で規定される特許異議申立ては、平成26年まで存在していた行政不服審査法に存在していた異議申立てとは異なるものである。
特許異議の申立ては、何人も特許無効の審判請求をすることができる一方で、特許権の消滅後においても請求できない点で後述の無効審判と異なる。これは、当事者間の紛争解決を目的とする特許無効審判と異なり、特許異議申立て制度が審査の見直しを図ることを目的として制定されたためである。この趣旨から、取消理由通知がされた後は請求を取り下げることができなくなり（第120条の4）、特許を維持すべき旨の決定に対しては不服を申し立てることはできない（114条5項）。特許を取消すべき旨の決定が確定したときは、特許権は初めから存在しなかったものとみなされる（114条3項）。特許を維持すべき旨の決定に対しては不服をすることができる（178条1項）。
取消理由通知がされた特許権者は訂正請求ができる。この制度は、平成26年改正により特許異議申立を復活する際に新たに設けられた。この場合、答弁書提出のための指定期間、無効理由通知に対する意見を申し立てるための指定期間に限り、訂正した明細書、特許請求の範囲および図面について補正をすることができる（第17条の4第1項）。

### 拒絶査定不服審判
拒絶査定不服審判は、拒絶査定（特許出願についての拒絶査定又は延長登録についての拒絶査定）に不服を申し立てるための審判である。請求人である特許出願人は、拒絶謄本の送達後3月以内に拒絶査定不服の審判を請求することができる（121条1項）。審判の請求書には、請求の趣旨およびその理由等を記載する。
ここで、審査官及び審判官が請求人の主張を迅速かつ的確に把握する上で重要であることから、審判請求時において審判請求の理由を実質的な内容をもって明確に記載することが望ましいとされるが、請求の理由については、追って補充することができる。このように、請求の理由を記載せず審判請求した場合は、特許庁長官又は審判長より補正命令がなされる。補正命令の指定期間内に審判請求書の補正を行わない場合は、審判請求は却下される。
拒絶査定不服審判の請求と同時に明細書、特許請求の範囲、又は図面について補正があった場合は、特許庁長官は審判に先立ってその請求を審査官に再び審査させる（前置審査、162条）。通常は審査を担当した審査官が審査することになるが、別の審査官が審査をしてもよい。
審理の結果、審査官は請求に理由があるとする場合は拒絶査定を取り消し、特許査定を行う。なお、特許査定がされた場合でも審判費用は請求人が負担する（169条）。

### 特許無効審判
特許無効審判は、特許を無効して消滅させるための審判である。無効審判においては、利害関係人のみが特許無効の審判請求をすることができる。ただし、権利帰属の無効理由については、特許を受ける権利を有する者のみが審判請求することができる。特許無効審判は、補正要件違反、特許要件違反、共同出願要件違反、正当権利者でないことだけでなく、後発事由、訂正要件違反も理由として請求できる。
無効審判の請求があったときは、請求書の副本が被請求人に送達され、特許権者は答弁書を提出できる。この答弁書の提出があった後は、請求人は特許権者の承諾を得なければ無効審判を取り下げることができない（155条）。請求人から弁駁書が提出され、審判長が審決の判断に影響を及ぼすと判断した場合には被請求人に送達し、相当の期間を指定して、第二答弁書を提出する機会を与える。すなわち、答弁書に対する弁駁書を提出する機会は必ず与えられるというものではない。
特許無効審判の被請求人である特許権者は特許無効審判において訂正請求ができる。この場合、答弁書提出のための指定期間や無効理由通知に対する意見を申し立てるための指定期間などに限り、訂正した明細書等について補正をすることができる（第17条の4第1項）。特許無効審判の被請求人（特許権者）は、訂正請求書に添付した訂正した明細書等について、所定期間内に限り補正できる（17条の5第2項）。
審判長は、事件が審決をするに熟したときは、審理の終結を当事者に通知する。この通知がされた以後に当事者が攻撃防御方法を提出しても、それを審理の対象にすることはできない。審決は、審理の終結から20日以内に行わなければならない。
特許を無効にすべき旨の審決が確定したときは、特許権は原則初めから存在しなかったものとみなされる（125条）。特許無効審判は、特許権の消滅後においても請求することができる（123条3項）ので、この場合には消滅するまでの特許権が消滅することとなる。また、特許無効審判は、請求項ごとに請求することもできる（123条1項柱書）ので、この場合には当該請求項にかかる部分のみが消滅する（一部無効）。

### 延長登録無効審判
延長登録無効審判は、特許権の存続期間の延長登録の無効を求める審判である（125条の2、125条の4）。延長登録無効審判は、延長登録の有効性を争うものであるため、延長登録を無効にすべき旨の審決が確定したときは、延長された存続期間のみが消滅する（125条の2第4項から6項、126条3項）。なお、延長登録無効審判も、無効審判と同様、利害関係人のみが請求することができる（125条の2第2項）。

### 訂正審判
訂正審判は、設定登録がされた特許権について特許権者が明細書等の記載を訂正するための審判である。訂正を認める審決が確定したときは、その訂正の効果は出願時まで遡及する（128条）。なお、訂正審判は、特許権の消滅後においても請求することができる（126条第5項柱書）。また、訂正審判の請求人である特許権者は、原則審理の開始から審理終結通知がされる前までの期間に限り、訂正した明細書等について補正をすることができる（第17条の4第2項）。

### 審決等取消訴訟（行政訴訟）
特許庁による行政処分（審判の審決、再審請求書却下決定）に対する取消訴訟（行政訴訟）は、審決等取消訴訟と呼ばれる。審決等取消訴訟は、第178条に定めるところにより、東京高等裁判所（知的財産高等裁判所）が第一審である。審決等取消訴訟で、地方裁判所による審理が省略されるのは、①特許庁における審判が準司法的手続により厳正に行われている以上、さらに三審を行うことは事件解決の遅延につながること、②事件の内容が専門技術的であるため、専門家によって行われた審判手続を尊重してよいと考えられることという理由に基づく。
なお、当事者対立構造を取る当事者系審判（無効審判、延長登録無効審判およびこれらの再審）に関する取消訴訟の被告は行政庁（特許庁長官）ではなく、審判等の相手方である。つまり、特許権者が原告となる場合は審判請求人を被告としなければならず、審判請求人が原告となる場合は特許権者を被告としなければならない（179条）。これは、行政処分の取消訴訟であるにもかかわらず行政庁が被告とならない珍しい例の一つである。
審決等取消訴訟における判決に不服がある場合は、通常の行政訴訟と同様に最高裁判所へ上告できる（民事訴訟法311条第1項、同法312条、同法318条）。審判の審理が不適法である旨の判決が確定した場合、審決は取り消される。

## その他の文献
- 特許庁編　『工業所有権法逐条解説』　第16版　発明協会
- 特許庁総務部総務課工業所有権制度改正審議室編　『平成6、8、10、11年　工業所有権法の解説』　発明協会
- 特許庁総務部総務課制度改正審議室編　『平成14、15、16年　産業財産権法の解説』　発明協会
- 吉藤幸朔著　『特許法概説』　第13版　有斐閣
- 中山信弘著　『工業所有権法　上　特許法』　第4版増補版　弘文堂
- 内田貴著　『民法II　債権各論』　初版　東京大学出版会
- 竹田稔著　『知的財産権侵害要論　特許・意匠・商標編』　第4版　発明協会
- 牧野利秋・飯村敏明著　『新・裁判実務大系4　知的財産関係訴訟法』　青林書院　初版